# Jetak Kidul
Jetak Kidul is een bestuurslaag in het regentschap Pekalongan van de provincie Midden-Java, Indonesië. Jetak Kidul telt 3234 inwoners (volkstelling 2010).